# Metasepia pfefferi
Metasepia pfefferi là một loài mực nang hiện diện ở vùng nhiệt đới Ấn Độ-Thái Bình Dương vùng biển ngoài khơi phía bắc Australia, miền nam New Guinea, cũng như nhiều hòn đảo của Philippines, Indonesia và Malaysia. Mark Norman của Bảo tàng Victoria ở Victoria, Australia, phát hiện ra rằng nó là loài mực nang duy nhất độc.

## Phân bố
Phạm vi phân bố tự nhiên của M. pfefferi kéo dài từ Mandurah ở Western Australia (32°33′N 115°04′Đ / 32,55°N 115,067°Đ), phía đông bắc Vịnh Moreton ở miền nam Queensland (27°25′N 153°15′Đ / 27,417°N 153,25°Đ), và trên biển Arafura bờ biển phía nam của New Guinea Loài đã được ghi nhận từ Sulawesi và đảo Maluku ở Indonesia, và thậm chí là xa phía tây là đảo Malaysia Mabul và Sipadan.. Chúng cũng phổ biến ở Philippines và thường xuyên nhìn thấy trong Visayas.
Bản mẫu điển hình, một con cái, được thu thập ngoài khơi Challenger Station 188 trong biển Arafura (09°59′N 139°42′Đ / 9,983°N 139,7°Đ) ở độ sâu 51 m vào ngày 9 tháng 10 năm 1874, như là một phần của chuyến thám hiểm Challenger Nó được gửi tại Bảo tàng Lịch sử Tự nhiên ở London. 